# 坂田明奈
坂田 明奈（さかた あきな）は、日本のミュージシャン。インストバンド「RATEL」のメンバー兼ソロ活動サクソフォーン奏者。

## 略歴
奈良県出身。建築家の父、ピアノ先生の母、短歌を詠む祖母の家庭で、ピアノ・ダンス・絵を習いながら、自由に育つ。中学校で吹奏楽部に入部し、ピアノには無い魅力を持つサクソフォーンに出会う。以来サクソフォーン演奏の魅力に取り憑かれ、高校でも吹奏楽部でサックスを担当し、演奏に没頭する。しかし、家業を継ぐために、大阪工業大学建築学科に進む。
大学在学時も、高校時代の吹奏楽部の仲間5人でユニットを作って、週末に中学校の文化鑑賞会、ショッピングモールなどでサクソフォーン・セクションの経験を積む。卒業後、設計事務所に就職するも、人生で自分のやりたい事はやはりサックス音楽だと気づき、8ヶ月で退職。23歳でサクソフォーン奏者に転身し、堂地誠人に弟子入りする。転身から2年後、サックス&ブラス・マガジン主催「熱烈ホーンズコンテスト」においてグランプリを獲得し、これを機に活動拠点を東京に移す。
インストバンド「RATEL」（Key.中原裕章、Dr.浜野滋、Ba.杉浦睦、Sax.坂田明奈）として活動し、ソロ活動「坂田明奈」名義としても2枚のアルバムをリリース。1stソロアルバム「Sister A.K.N. -episode one-」の製作ではクラウドファンディングで応募開始から3時間40分で目標金額を達成し話題となる。2016年からサックス専門誌「サックス・ワールド」にて、「坂田明奈のいまさら聞けない? サックス超初級セミナー」の講師として連載中。
2022年には母校の大阪工業大学の「常翔学園創立100周年記念コンサート」でゲスト演奏している。

## ディスコグラフィ
- RATEL名義[5]
  - HOPE
  - Scape
  - Distraction
  - REAL

- ソロ名義
  - Sister A.K.N. - episode I (2021)[6]
  - Sister A.K.N. - episode II (2022)[7]
  - Sister A.K.N. - episode III (2023)[8]
  - Sister A.K.N. - episode IV (2024)[9]